# 八尾市立用和小学校
八尾市立用和小学校（やおしりつ ようわ しょうがっこう）は、大阪府八尾市にある公立小学校。

## 沿革
- 1873年4月15日 - 堺県下第四十七番小学として創立。
- 1875年 - 第三大学区第十八中学区萱振小学に改称。
- 1880年2月 - 堺県下八尾郡役所内若江郡第一聯合萱振小学校に改称。
- 1881年11月 - 若江郡第三学区萱振小学校に改称。
- 1892年12月 - 若江郡萱振尋常小学校に改称。
- 1896年4月1日 - 郡の合併により、中河内郡萱振尋常小学校に改称。
- 1935年11月11日 - 中河内郡八尾第三尋常小学校に改称。
- 1941年4月1日 - 国民学校令により、中河内郡八尾北部国民学校に改称。
- 1947年4月1日 - 学制改革により、八尾町立八尾北部小学校に改称。
- 1948年4月1日 - 八尾市の市制施行により、八尾市立用和小学校に改称。
- 1954年10月28日 - 講堂落成。
- 1969年4月1日 - 八尾市立長池小学校を分離。
- 1972年9月1日 - 八尾市立美園小学校を分離。
- 1982年4月4日 - 体育館落成。
- 2021年4月1日 - 大阪府スクールエンパワーメント推進事業「学校図書館を活用・充実するためのモデル校」として研究指定校となる。

## 校名の由来
- 校名の用和は、論語にある「禮之用和爲貴（礼の用は和を貴しと為す）」が由来となっている。
- 八尾市内の公立学校で、校名に地名を引いていない唯一の学校である。

## 著名な出身者
- 市口侑果 - ソフトボール選手（東京オリンピック金メダリスト）

## 通学区域
- 八尾市 宮町1丁目、山城町1丁目 - 4丁目、北本町、光町、楠根町2丁目の全域。
- 八尾市 宮町3丁目、山城町5丁目、楠根町1丁目・4丁目、萱振町1丁目 - 6丁目、桜ヶ丘3丁目のそれぞれ一部。

卒業生は基本的に八尾市立八尾中学校に進学する。

## 交通
- 近鉄大阪線 近鉄八尾駅 徒歩約7分